# Michelle Jenneke
Michelle „Shelly” Jenneke (ur. 23 czerwca 1993 w Kenthurst) – australijska lekkoatletka specjalizująca się w biegu na 100 metrów przez płotki.
W 2010 wygrała mistrzostwa Australii i Oceanii juniorów młodszych oraz zdobyła srebrny medal igrzysk olimpijskich młodzieży. Piąta zawodniczka mistrzostw świata juniorów z Barcelony (2012). W 2014 zajęła 5. miejsce na igrzyskach Wspólnoty Narodów w Glasgow. W 2015 sięgnęła po brąz uniwersjady oraz osiągnęła półfinał mistrzostw świata w Pekinie.
Medalistka seniorskich mistrzostw Australii.
Rekordy życiowe: bieg na 100 metrów przez płotki – 12,65 (7 lipca 2024, Hengelo) / 12,63w (5 sierpnia 2022, Birmingham); bieg na 60 metrów przez płotki (hala) – 7,89 (10 lutego 2023, Berlin).
Michelle Jenneke stała się gwiazdą YouTube, po opublikowaniu momentu rozgrzewania się zawodniczki przed biegiem na 100 metrów przez płotki, podczas zawodów w Barcelonie w 2012 roku. Wideo z jej udziałem, obejrzane przez ponad 25 milionów widzów, sprawiło, że Michelle jest jedną z najlepiej rozpoznawalnych płotkarek na świecie.

## Osiągnięcia
| Rok  | Impreza                                            | Miejsce        | Konkurencja                           | Pozycja    | Wynik   |
| ---- | -------------------------------------------------- | -------------- | ------------------------------------- | ---------- | ------- |
| 2010 | Mistrzostwa Australii i Oceanii juniorów młodszych | Sydney         | bieg na 100 m przez płotki (76,2 cm.) | 1. miejsce | 14,12   |
| 2010 | Igrzyska olimpijskie młodzieży                     | Singapur       | bieg na 100 m przez płotki (76,2 cm.) | 2. miejsce | 13,46   |
| 2010 | Igrzyska olimpijskie młodzieży                     | Singapur       | sztafeta szwedzka                     | 4. miejsce | 2:13,96 |
| 2012 | Mistrzostwa świata juniorów                        | Barcelona      | bieg na 100 m przez płotki            | 5. miejsce | 13,52   |
| 2014 | Igrzyska Wspólnoty Narodów                         | Glasgow        | bieg na 100 m przez płotki            | 5. miejsce | 13,36   |
| 2015 | Uniwersjada                                        | Gwangju        | bieg na 100 m przez płotki            | 3. miejsce | 12,94   |
| 2015 | Mistrzostwa świata                                 | Pekin          | bieg na 100 m przez płotki            | półfinał   | 13,01   |
| 2016 | Halowe mistrzostwa świata                          | Portland       | bieg na 60 m przez płotki             | eliminacje | 8,10    |
| 2016 | Igrzyska olimpijskie                               | Rio de Janeiro | bieg na 100 m przez płotki            | eliminacje | 13,26   |
| 2017 | Mistrzostwa świata                                 | Londyn         | bieg na 100 m przez płotki            | półfinał   | 13,25   |
| 2017 | Uniwersjada                                        | Tajpej         | bieg na 100 m przez płotki            | 8. miejsce | 14,82   |
| 2018 | Halowe mistrzostwa świata                          | Birmingham     | bieg na 60 m przez płotki             | półfinał   | 8,22    |
| 2018 | Igrzyska Wspólnoty Narodów                         | Gold Coast     | bieg na 100 metrów przez płotki       | 4. miejsce | 13,07   |
| 2018 | Puchar interkontynentalny                          | Ostrawa        | bieg na 100 m przez płotki            | 8. miejsce | 13,50   |
| 2019 | Mistrzostwa świata                                 | Doha           | bieg na 100 metrów przez płotki       | półfinał   | 13,09   |
| 2022 | Mistrzostwa świata                                 | Eugene         | bieg na 100 metrów przez płotki       | półfinał   | 12,66   |
| 2022 | Igrzyska Wspólnoty Narodów                         | Birmingham     | bieg na 100 metrów przez płotki       | 5. miejsce | 12,68   |
| 2023 | Mistrzostwa świata                                 | Budapeszt      | bieg na 100 metrów przez płotki       | półfinał   | 12,80   |
| 2024 | Halowe mistrzostwa świata                          | Glasgow        | bieg na 60 m przez płotki             | półfinał   | 8,05    |
| 2024 | Igrzyska olimpijskie                               | Paryż          | bieg na 100 m przez płotki            | repasaże   | 13,86   |